# Yuanbao
Der Stadtbezirk Yuanbao (chinesisch 元宝区, Pinyin Yuánbǎo Qū) ist ein Stadtbezirk der bezirksfreien Stadt Dandong in der nordostchinesischen Provinz Liaoning. Er hat eine Fläche von 90,94 km² und zählt 202.325 Einwohner (Stand: Zensus 2020).

## Administrative Gliederung
Auf Gemeindeebene setzt sich der Stadtbezirk aus sechs Straßenvierteln und einer Großgemeinde zusammen. Diese sind:
- Straßenviertel Liudaokou 六道口街道
- Straßenviertel Qidao 七道街道
- Straßenviertel Badao 八道街道
- Straßenviertel Jiudao 九道街道
- Straßenviertel Guangji 广济街道
- Straßenviertel Xingdong 兴东街道
- Großgemeinde Hamatang 蛤蟆塘镇